# Mszana
Mszana è un comune rurale polacco del distretto di Wodzisław Śląski, nel voivodato della Slesia.
Ricopre una superficie di 31 km² e nel 2003 contava 6 965 abitanti.